# Xã Dorset, Quận Ashtabula, Ohio
Xã Dorset (tiếng Anh: Dorset Township) là một xã thuộc quận Ashtabula, tiểu bang Ohio, Hoa Kỳ. Năm 2010, dân số của xã này là 846 người.